# Josi Kac
Josi Kac (hebrejsky: יוסי כץ) je izraelský politik a bývalý poslanec Knesetu za Stranu práce.

## Biografie
Narodil se 19. srpna 1949 v Haifě. Sloužil v izraelské armádě, kde získal hodnost Sergeant Major (Rav Samal Mitkadem). Vystudoval právo na Hebrejské univerzitě. Pracoval jako právník. Hovoří hebrejsky, francouzsky, anglicky a německy.

## Politická dráha
Působil jako právní poradce odborové centrály Histadrut v oblasti Haify, byl členem výboru Histadrutu pro pracovní právo. Zasedal v samosprávě města Kirjat Tiv'on.
V izraelském parlamentu zasedl poprvé po volbách v roce 1992, kdy kandidoval za Stranu práce. Působil v parlamentním výboru práce a sociálních věcí (tomu předsedal) a výboru pro ústavu, právo a spravedlnost. Předsedal podvýboru pro penze. Za Kneset byl vyslancem Izraele při Radě Evropy. Ve volbách v roce 1996 mandát obhájil. V průběhu následného volebního období působil ve výboru práce a sociálních věcí, výboru finančním a výboru etickém. Předsedal výboru státní kontroly.
Opětovně byl zvolen ve volbách v roce 1999, tentokrát ale za střechovou organizaci Jeden Izrael, do které se v té době sloučilo několik politických subjektů včetně jeho domovské Strany práce. Zasedal v parlamentním výboru pro status žen, výboru pro zahraniční záležitosti a obranu, výboru pro ústavu, právo a spravedlnost a výboru pro imigraci, absorpci a záležitosti diaspory. Předsedal výboru House Committee. Byl zároveň předsedou podvýboru pro neobnovování mimořádné situace a speciálního výboru pro diskuzi o zákonu o bezpečnostních službách.
Ve volbách v roce 2003 mandát neobhájil.